# Eustoma

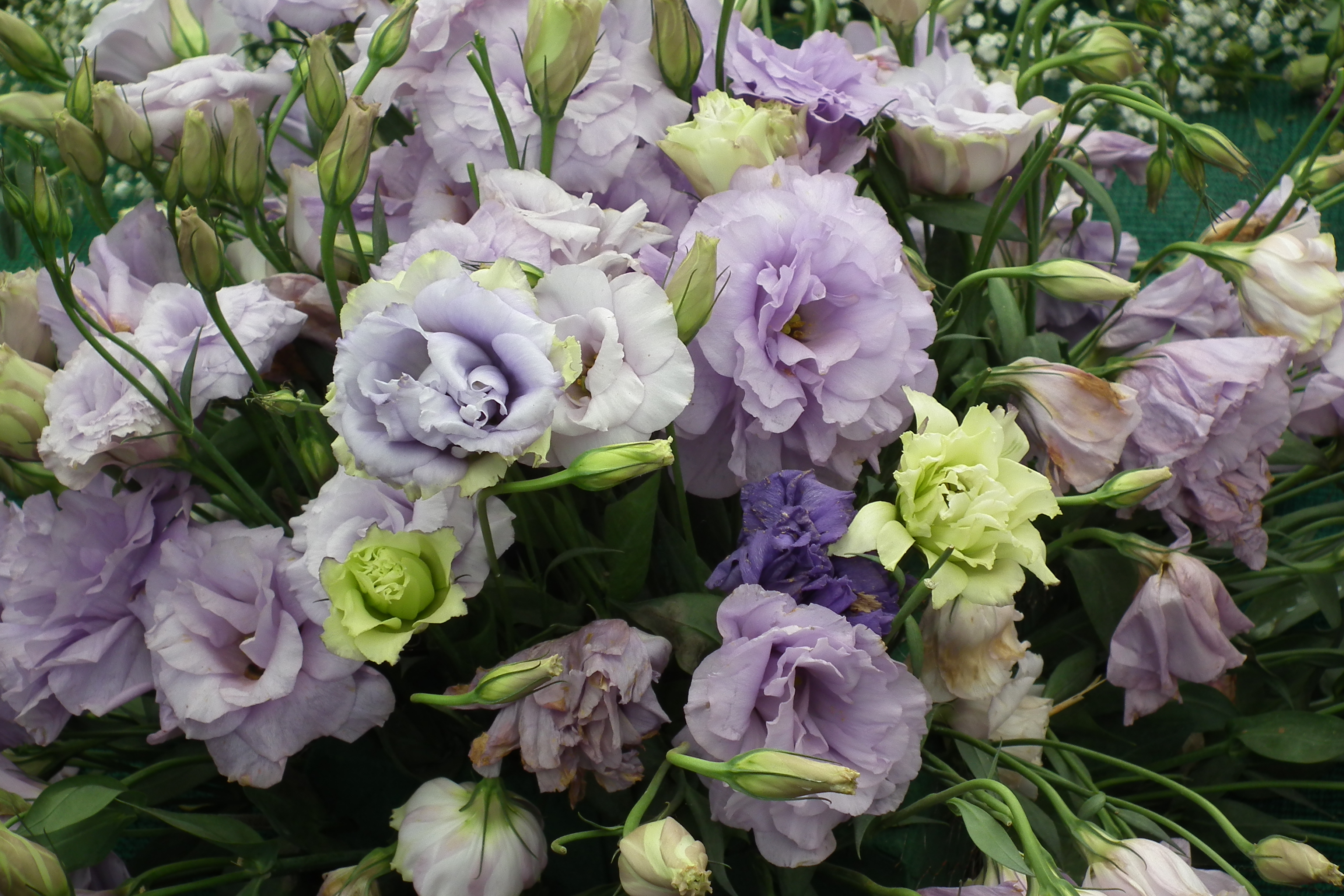
Eustoma wielkokwiatowa w odmianach

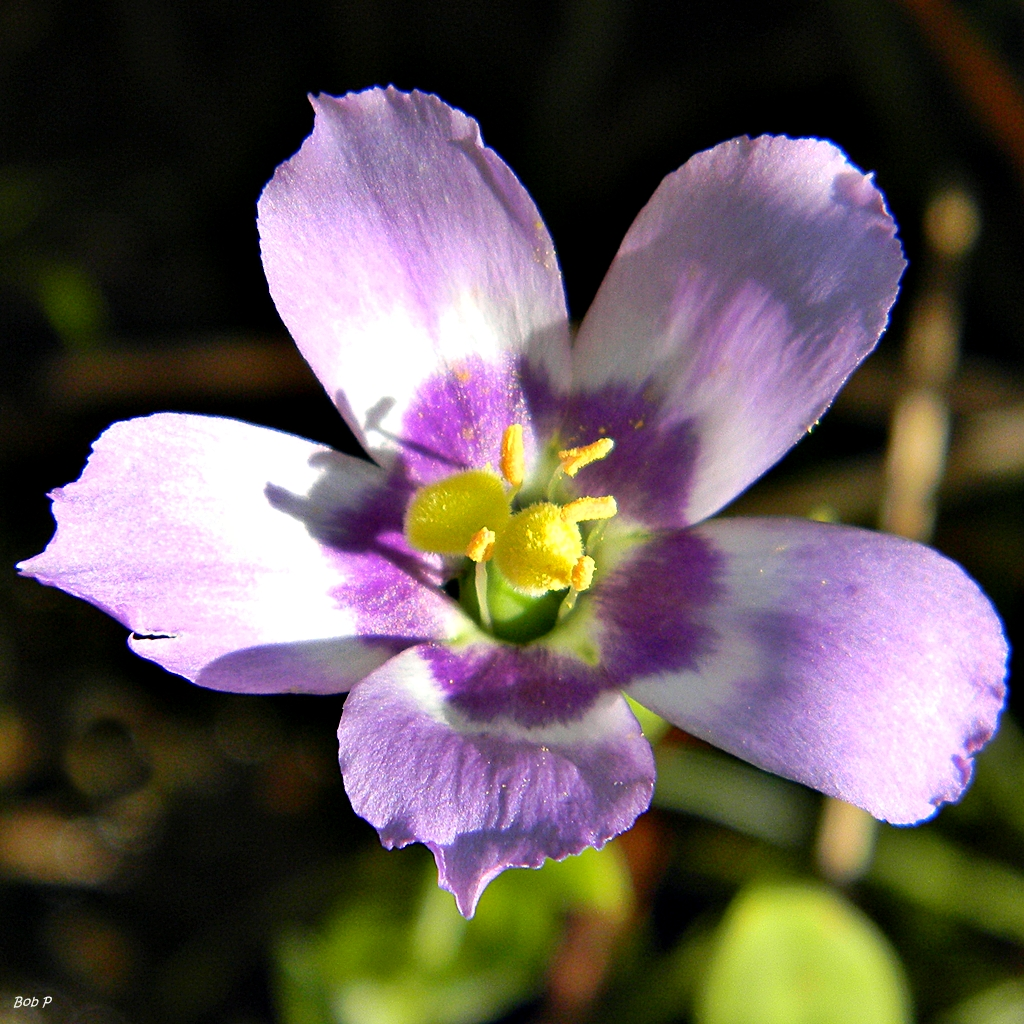
Eustoma exaltatum

Eustoma (Eustoma Nutt.) – rodzaj roślin należący do rodziny goryczkowatych (Gentianaceae). Obejmuje w zależności od ujęcia 2 lub 3 gatunki. Występują na preriach, w widnych lasach, często w miejscach suchych, także na terenach przekształconych przez człowieka w Stanach Zjednoczonych i Meksyku oraz na Wyspach Karaibskich. W wyniku hodowli uzyskano liczne odmiany eustomy wielkokwiatowej – od karłowych uprawianych w pojemnikach, po wysokie, pełnokwiatowe, różnobarwne, uprawiane jako ozdobne, zwłaszcza jako kwiaty cięte. Hodowla i uprawa eustomy jest popularna zwłaszcza w Japonii i na Nowej Zelandii.

## Morfologia
PokrójRośliny jednoroczne lub dość krótkowieczne byliny osiągające do 0,7–0,8 m wysokości. Pędy prosto wzniesione i rozgałęzione, nagie, sino nabiegłe.
LiścieNaprzeciwległe, często obejmujące łodygę, pojedyncze, niepodzielone, jajowate do równowąsko-lancetowatych.
KwiatyOkazałe, długoszypułkowe, pojedyncze lub zebrane w szczytowy wierzchotkowaty kwiatostan. Kielich z 5 lub 6 działek zrośniętych u nasady, głęboko rozciętych, łatki długie, prosto wzniesione, wąskie i zwężające się. Płatki korony w pąku skręcone, u dołu zrośnięte, na końcach czasem nieregularnie ząbkowane. Barwy niebieskiej, czerwonej, purpurowej, różowej, żółtej lub białej. Pręcików jest 5 lub 6, ich główki są żółte. Zalążnia górna, jednokomorowa, z pojedynczą, cienką szyjką słupka rozwidloną na szczycie.
OwoceElipsoidalne, nagie torebki otwierające się dwiema klapkami. Nasiona drobne, kulistawe.

## Systematyka
Rodzaj z podplemienia Chironiinae, plemienia Chironieae z rodziny goryczkowatych (Gentianaceae). Blisko spokrewniony z rodzajem centuria Centaurium. 
Wykaz gatunków
- Eustoma exaltatum (L.) Salisb.
- Eustoma russellianum (Hook.) G.Don – eustoma wielkokwiatowa

Wyróżniany czasem gatunek E. barkleyi proponowany jest do uznania za formę E. exaltatum f. barkleyi (Shinners)  B.L.  Turner.